# قاطنة قنفذ البحر
قاطنة قنفذ البحر (الاسم العلمي: Echinicola) هي جنس من البكتيريا، سلبية الغرام، تتبع فصيلة Cyclobacteriaceae ‏.

## أصنوفات
الأصنوفات الأدنى لهذا الكائن:
- كود سباركل
- تحديث القائمة

نوع:قاطنة قنفذ البحر الباسيفيكية 
اسم علمي: Echinicola pacifica

نوع:قاطنة قنفذ البحر الفيتنامية 
اسم علمي: Echinicola vietnamensis

نوع:Echinicola jeungdonensis 
اسم علمي: Echinicola jeungdonensis

نوع:Echinicola rosea 
اسم علمي: Echinicola rosea

نوع:Echinicola sediminis 
اسم علمي: Echinicola sediminis

نوع:Echinicola strongylocentroti 
اسم علمي: Echinicola strongylocentroti